# Уриел фон Геминген (1644 – 1707)
Уриел фон Геминген (на немски: Uriel von Gemmingen; * 25 март 1644 в замък Хорнберг над Некарцимерн; † 31 май 1707) е благородник от стария алемански рицарски род Геминген, господар в Хохберг (днес част от Ремзек ам Некар) и Рапенау (днес в Бад Рапенау), дворцов майстер във Вюртемберг-Нойенщат, директор на „Рицарския кантон“ Крайхгау.
Той е третият син на Вайпрехт фон Геминген (1608 – 1680) и първата му съпруга Анна Бенедикта фон Геминген-Фюрфелд (1614 – 1647), дъщеря на Фридрих фон Геминген-Фюрфелд (1587 – 1634) и Анна Сибила Грек фон Кохендорф (1594 – 1671). Баща му се жени втори път 1649 г. за фрайин Катарина фон Хоенфелд (1608 – 1665) и трети път за Сабина фон Волмарсхаузен. Брат е на Ерфо (1641 – 1688), Вайпрехт (1642 – 1702), господар в Хорнберг, и Райнхард (1645 – 1707). След смъртта на баща му (1680) братята първо управляват заедно и през 1688 г. се разделят.
Уриел фон Геминген учи латински и гръцки в Педагогиум в Щутгарт. След това той следва право в Тюбинген, където тримата му братя също следват. След това той пътува в различни немски дворове. Той се занимава с музика и компонира духовни и светски парчета. По здравословни причини той не прави военна кариера. От 1671 г. той е рицарски съветник в рицарския кантон Крайхгау. От 1674 до 1678 г. Уриел е дворцов майстер при херцог Фридрих фон Вюртемберг-Нойенщат. От 1680 г. заедно с братята си той управлява наследството на баща им. През 1681 г. той се жени с Урсула Естер Нотхафтин фон Хохберг и така получава господството Хохберг (днес част от Ремзек ам Некар). През 1684 г. той става директор на рицарския кантон Крайхгау. През 1688 г, братята разделят бащиното наследство и той получава Рапенау, където през 1698 г. подарява на църквата две нови бронзови камбани.
През 1707 г. той получава удар при конвент на швабския рицарски окръг в Еслинген, където го придружава бременната му съпруга Урсула. Заради нападението на французите той не се връща в именията си, а бяга в Хоенлое, където умира на 31 май 1707 г. между Зулцбах и Швебиш Хал от последствията от удара.

## Фамилия
Уриел фон Геминген се жени 1681 г. за Урсула Естер Нотхафтин фон Хохберг († 1734), която е погребана в Хохберг. Последното му дете Уриел се ражда след смъртта му. Наследник става син му Карл Лудвиг фон Геминген (1700 – 1752).
Деца:
- Елеонора Бенедикта (1683 – 1717), омъжена 1712 г. с Еберхард фон Геминген (1674 – 1741), син на Ахилес Кристоф фон Геминген (1619 – 1676)
- Ханс Адам (1689 – 1739), вюртембергски таен съветник и камера-президент
- Шарлота София (1695 – 1743), омъжена с Фридрих фон Книщет
- Клара Августа (1697 – 1729), омъжена с Хайнрих фон Рьодер
- Карл Лудвиг (1700 – 1752), женен с Мария Шарлота Ернестина Шенк фон Шмидбург († 1794)
- Уриел (1707 – 1738), вюртембергски хауптман